# Beloševac
Beloševac (Servisch cyrillisch: Белошевац) is een plaats in de Servische gemeente Valjevo. De plaats telt 849 inwoners (2002).

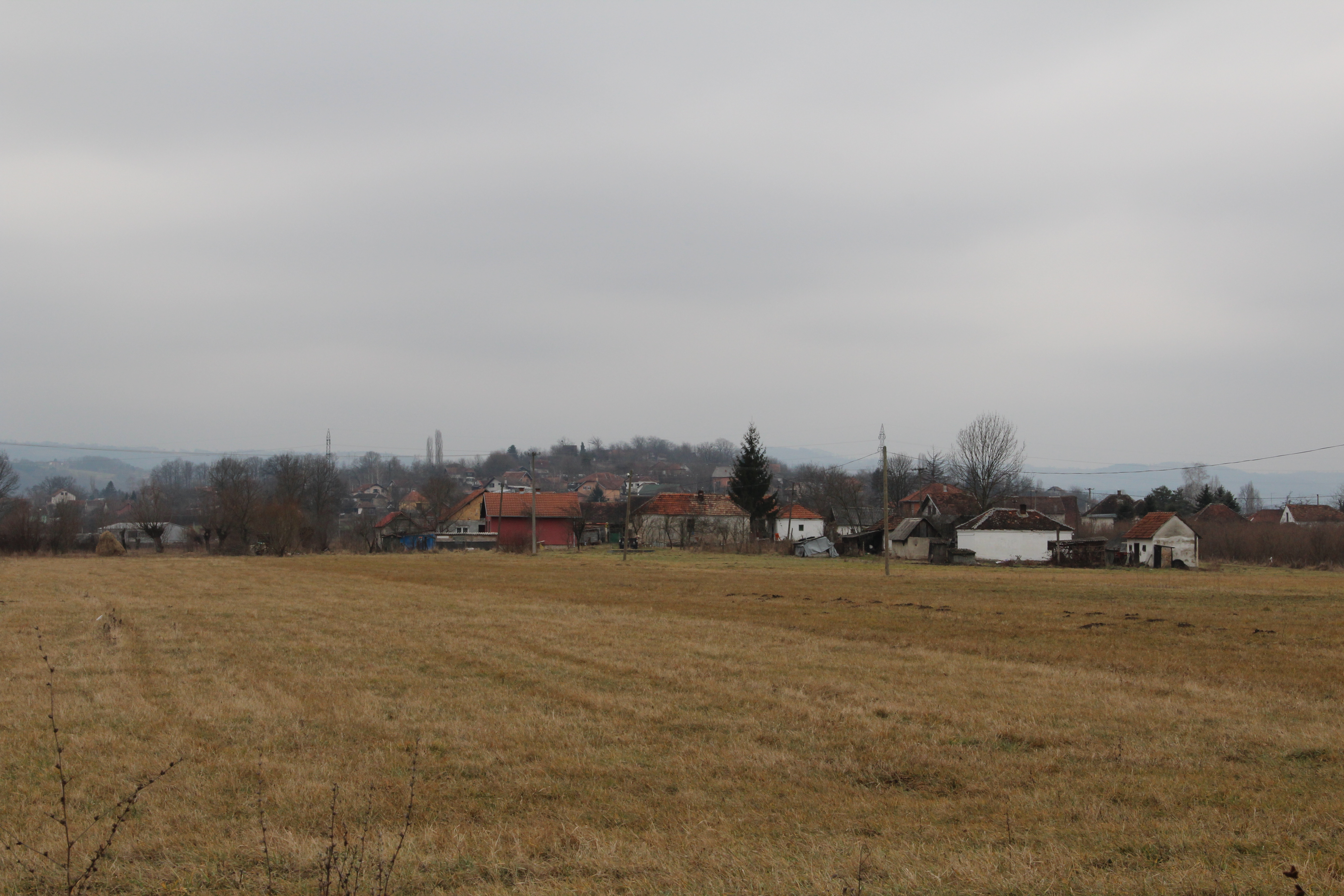
Vila Beloševac - panorama
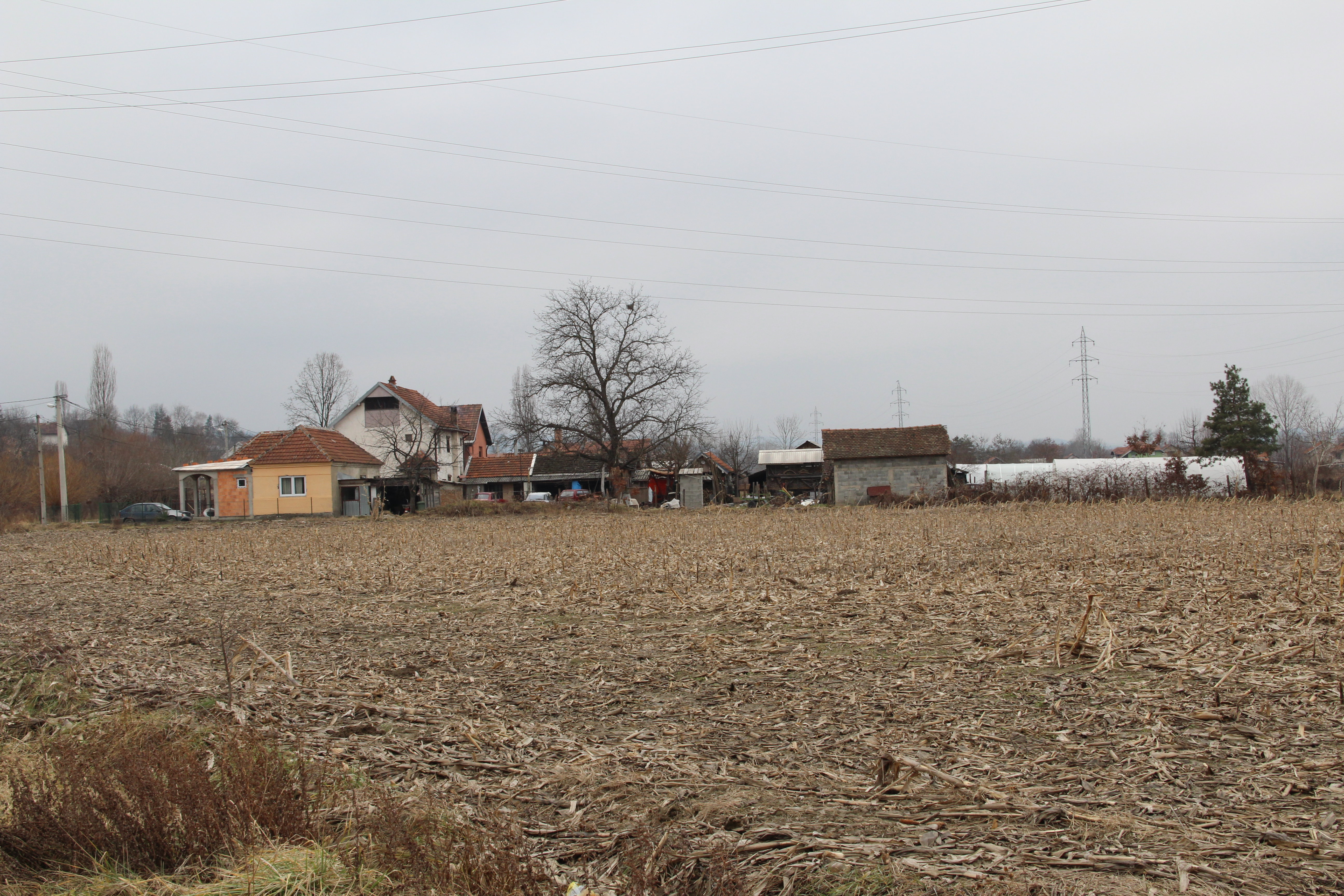
Vila Beloševac - panorama
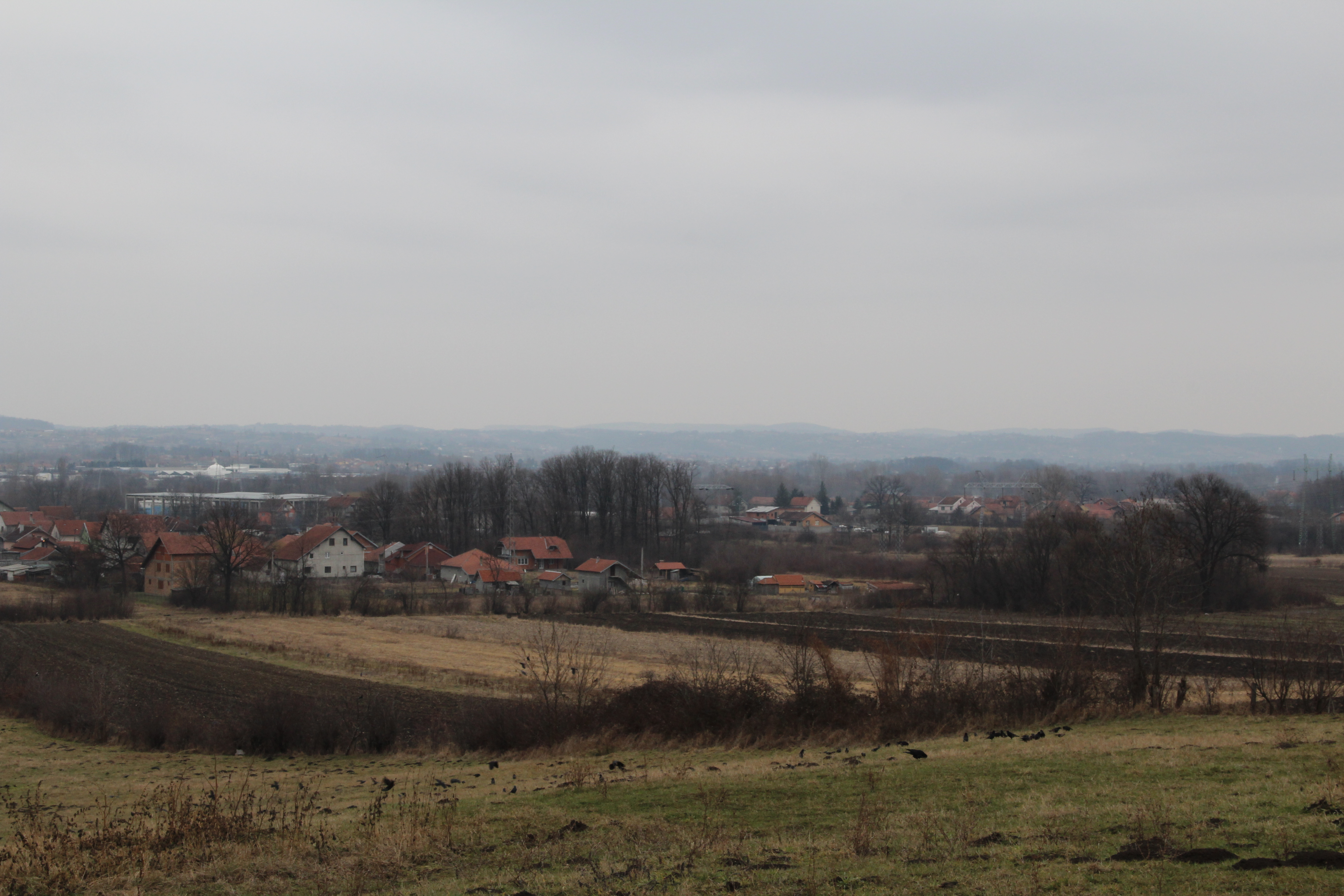
Vila Beloševac - vista do vale Kolubara
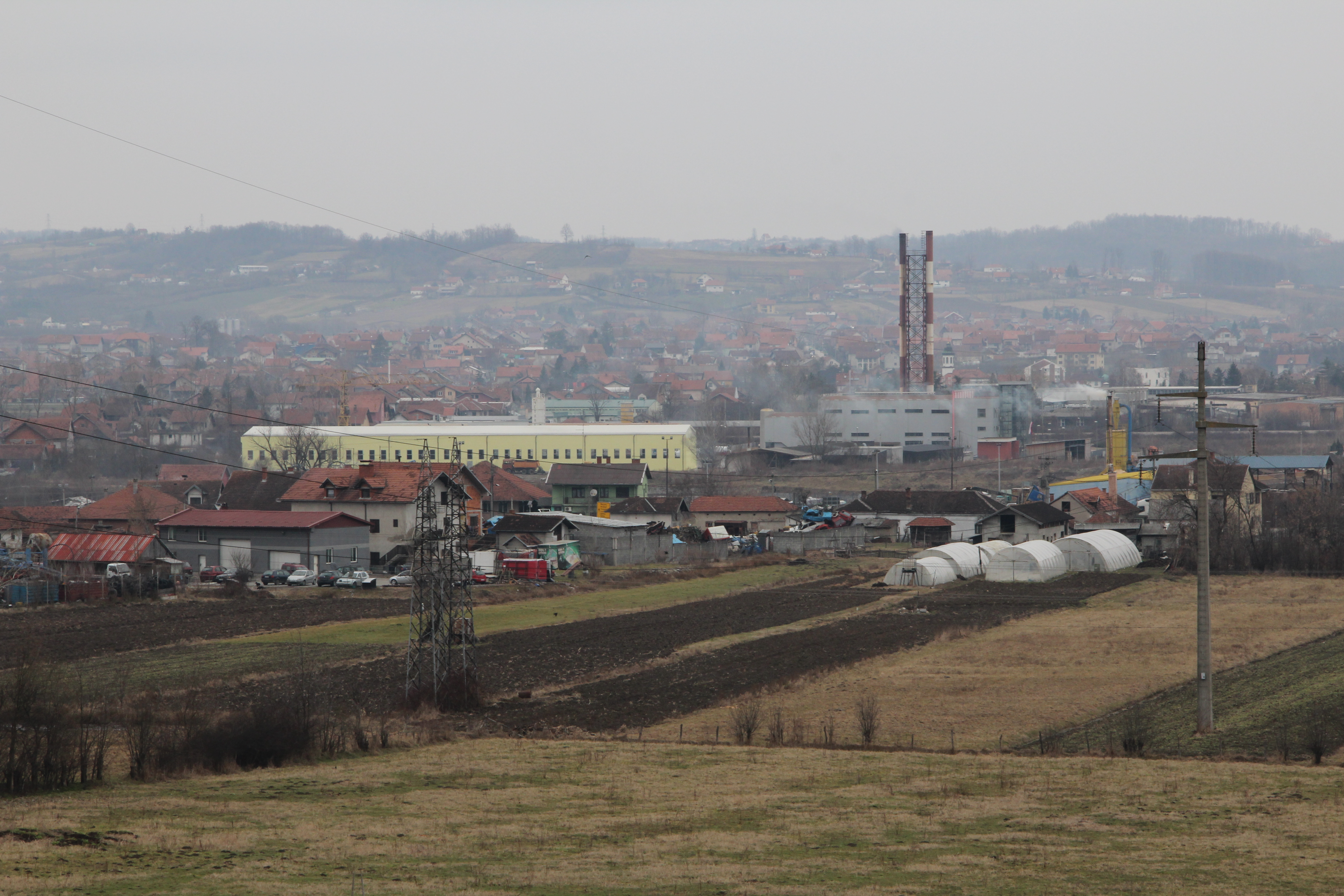
Vila Beloševac - vista da cidade central de aquecimento em Valjevo
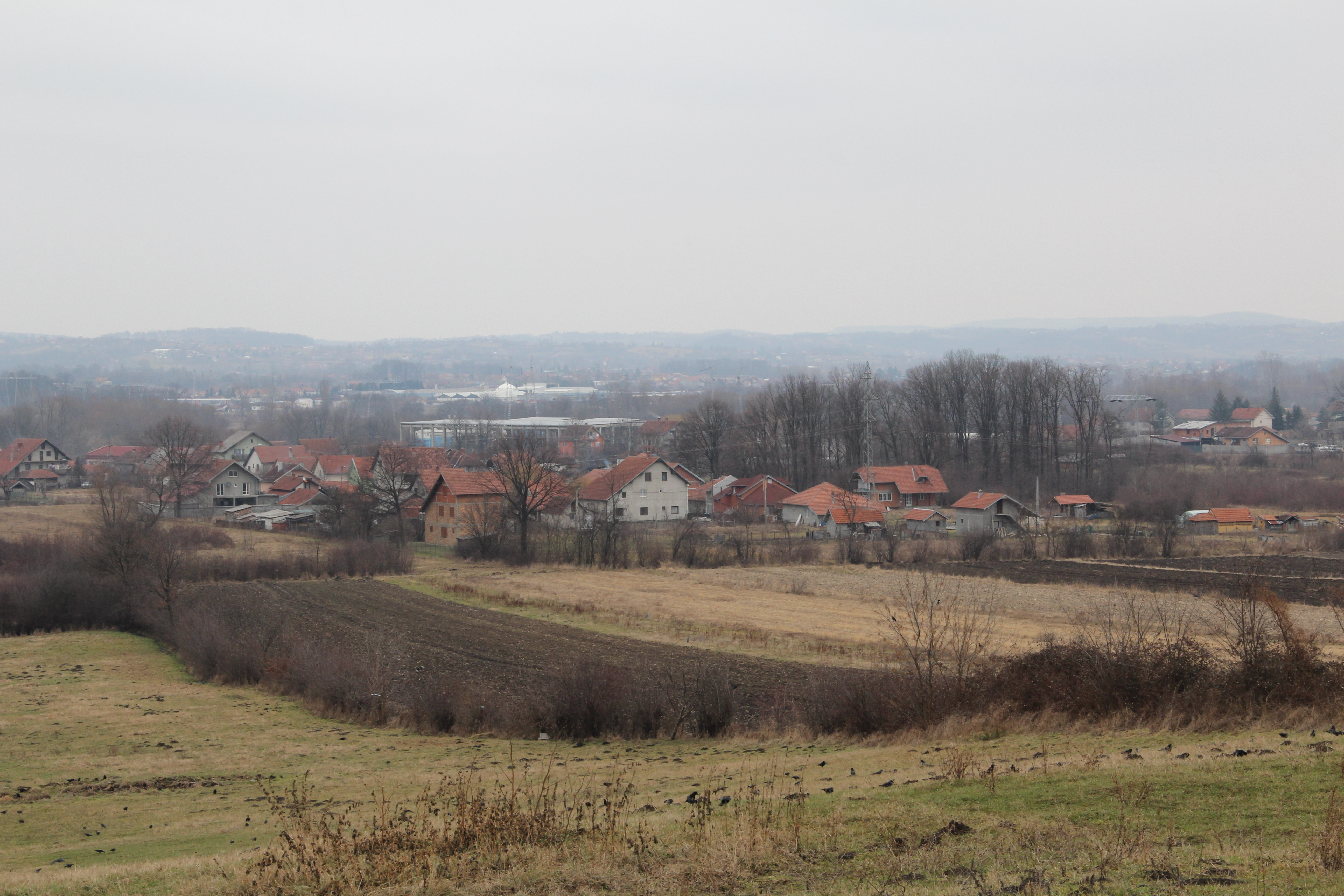
Vila Beloševac - vista da zona industrial da cidade de Valjevo
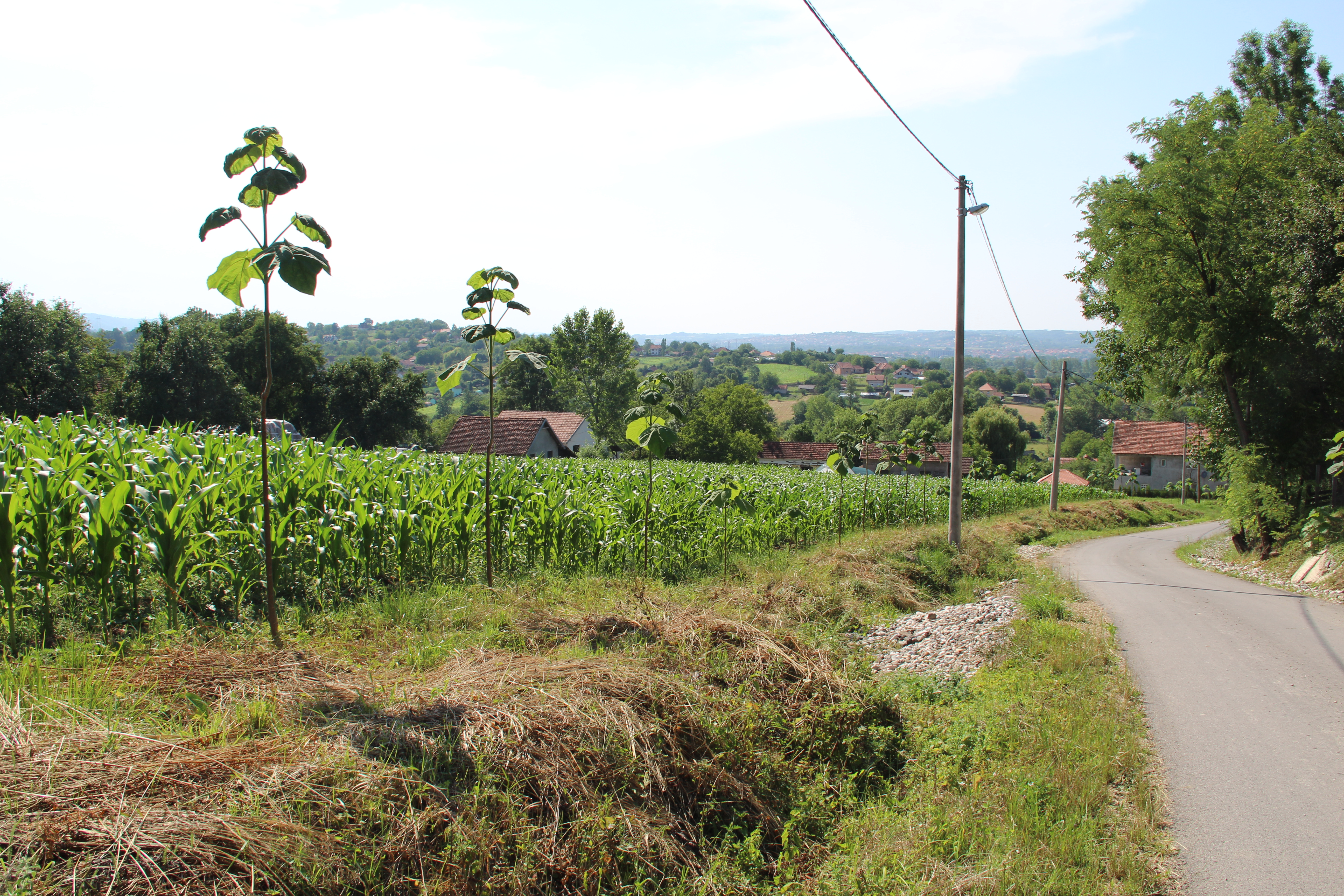
Belosevac - panorama
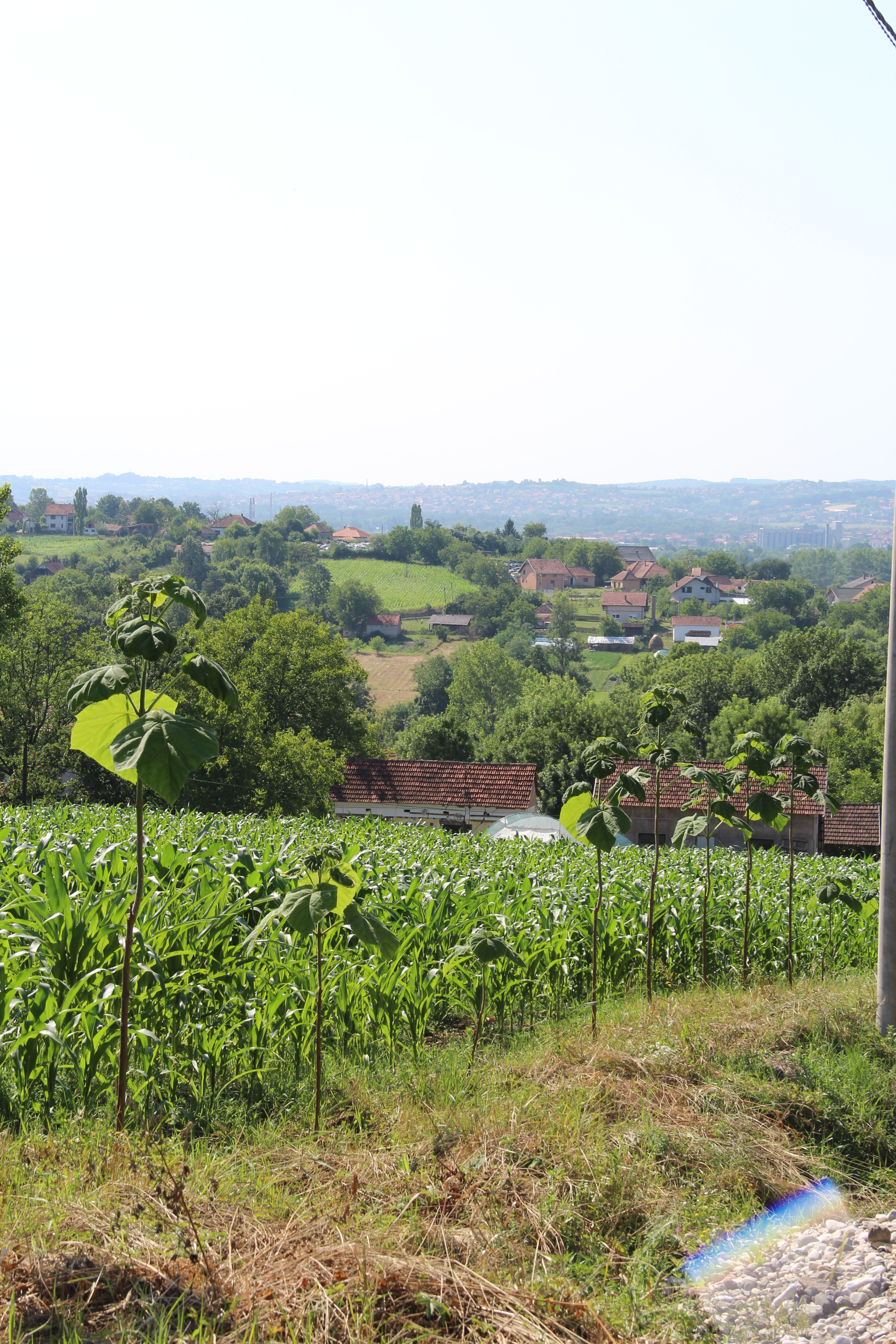
Belosevac - panorama
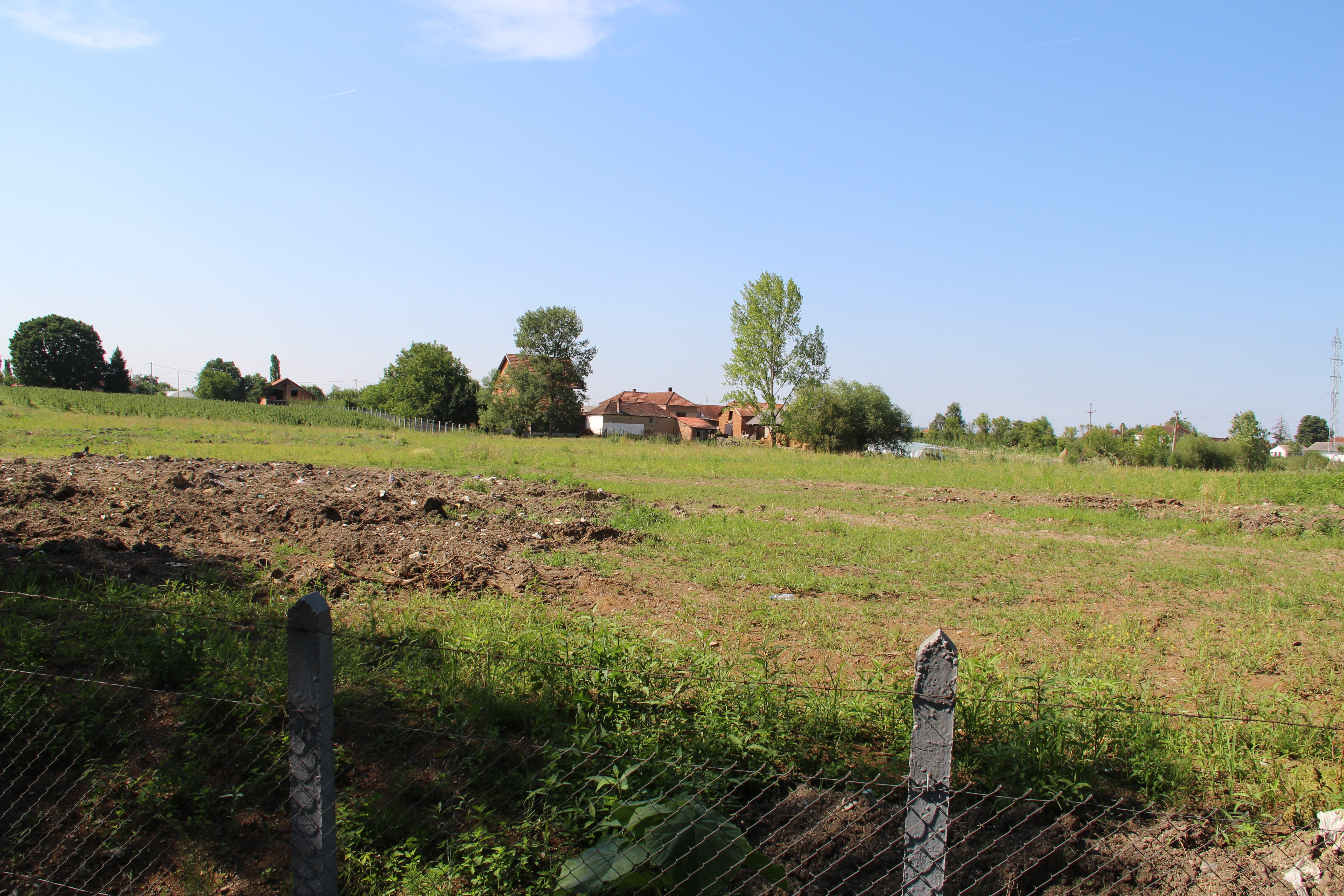
Belosevac - panorama
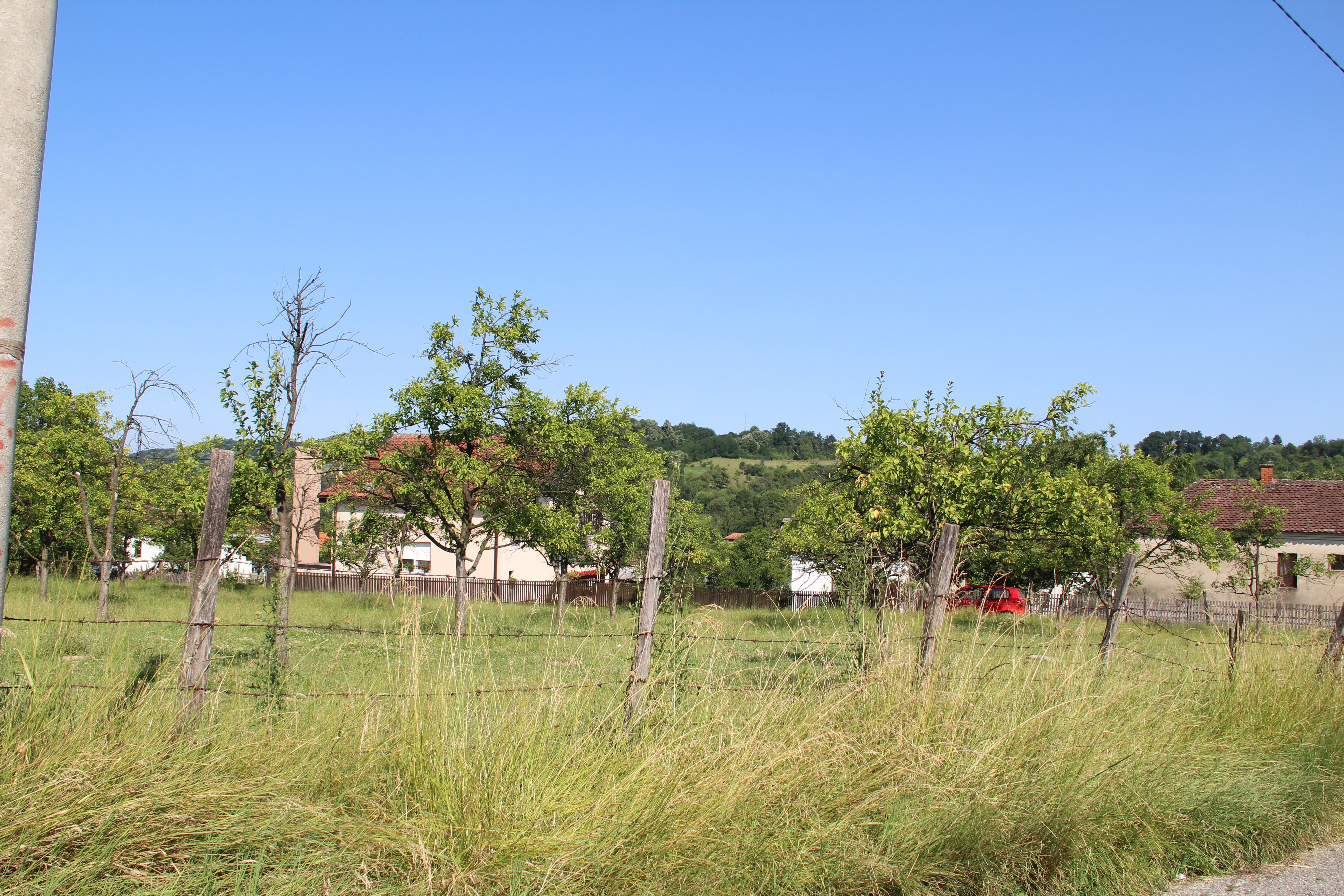
Belosevac - panorama